# Geli Raubal
Angela Maria "Geli" Raubal (Linz, 4 de juny de 1908 – Múnic, 18 de setembre de 1931) fou una neboda del dictador Adolf Hitler. És coneguda per la relació pertorbadora, possiblement marcada pels abusos, que va tenir amb ell i que la va portar al suïcidi.

## Orígens
Angela Maria "Geli" Raubal va néixer a Linz, ciutat on passaria els seus primers anys al costat del seu germà Leo i la seva germana Elfriede. El seu pare va morir als 31 anys, quan Geli només en tenia dos.

## Relació amb Adolf Hitler
Geli i Elfriede van acompanyar a la seva mare quan aquesta es va convertir en la majordoma de Hitler, l'any 1925. Geli Raubal tenia llavors 17 anys i durant els següents sis anys va estar en estret contacte amb el seu mig-oncle Hitler, que era 19 anys més gran que ella. El 1928 la seva mare va esdevenir la majordoma del Berghof, la vila que Hitler tenia prop de Berchtesgaden. A l'any següent, Geli es va mudar a l'apartament de Hitler a Múnic, al carrer Prinzregentenstrasse, època també en la qual va començar els seus estudis de medicina a la Ludwig-Maximilians-Universität (Universitat de Múnic). Mai arribaria a completar els seus estudis de medicina. Va ser a partir d'aquesta època quan Geli va entrar en el cercle íntim de Hitler i va arribar a tractar directament amb molts dels seus amics i coneguts. Per a ella es va produir un important canvi en passar a viure sola amb el seu oncle, mentre la seva mare quedava allotjada al Berghof, passant més temps junts Geli i Hitler. Alguns membres del partit nazi i persones del cercle proper a Hitler van començar a criticar que el líder del Partit Nazi passés cada vegada més temps amb la seva neboda, desatenent els assumptes polítics.
En la mesura en la qual esdevenia un dels principals líders polítics de l'Alemanya de llavors, Hitler es mostrava cada cop més dominant i possessiu amb Geli, mantenint un estricte control sobre ella. Quan va descobrir que la seva neboda estava tenint una relació amb el seu xofer, Emil Maurice, Hitler la va obligar a posar fi a la relació i va acomiadar a Maurice del seu servei. Després d'això, Hitler no va deixar que es tornés a relacionar lliurement amb amics, i es va assegurar que ell mateix o algú de confiança estigués al costat de Geli en tot moment, ja fos acompanyant-la en viatges, de compres, al cinema, o a l'òpera. Geli, en plena adolescència, es va veure sotmesa llavors a una enorme pressió. El líder nazi Otto Strasser comentaria més tard que Geli, durant una trobada en 1931, li havia comentat que Hitler li demanava que "fes coses simplement repugnants", i que ella estava farta de l'enorme gelosia possessiva del seu oncle vers ella. Strasser va afegir que, segons Geli, aquesta havia de veure's sotmesa a realitzar perversions sexuals per a satisfacció de Hitler. A diferència d'altres versions difoses, per a alguns investigadors la versió oferta per Strasser té signes de veracitat.
Alguns membres del cercle proper a Hitler, com Ernst Hanfstaengl, tenien una pèssima opinió de Geli Raubal, a la qual consideraven una "oportunista calculadora" que manipulava a Hitler. De fet, segons Hanfstaengl, malgrat l'obsessió de Hitler per la seva neboda, aquesta el traïa sexualment amb membres propers al cercle íntim, com era el seu propi xofer, Maurice. La filla de Heinrich Hoffmann, fotògraf personal de Hitler, considerava a Geli "grollera, provocativa i un xic lluitadora", encara que d'un "encant irresistible" per a Hitler, circumstància de la qual Geli s'aprofitava.

## Mort i circumstàncies
Raubal es va convertir en una presonera, encara que pensés fugir a Viena per continuar les seves lliçons de cant. Molts anys després de la guerra, la seva mare va explicar als investigadors aliats que la seva filla esperava poder casar-se amb un home de Linz, però que Hitler havia prohibit aquesta relació. El 18 de setembre de 1931 Geli i el seu oncle van mantenir una discussió, ja que Hitler es negava a permetre-li viatjar a Viena. Aquesta mateixa tarda Adolf Hitler va partir a Nuremberg per assistir a una reunió i l'endemà va haver de tornar a Múnic. Raubal havia aparegut morta amb una ferida de bala al pulmó; aparentment, Geli s'havia disparat ella mateixa a l'apartament de Hitler amb la pistola Walther del seu oncle. Tenia llavors 23 anys.
De seguida van començar a circular rumors en la premsa sobre abusos físics, una possible relació sexual o fins i tot l'assassinat. Otto Strasser, oponent polític de Hitler en les files nazis i que coneixia molt bé a Geli Raubal, va ser la font principal d'algunes d'aquestes històries. El periodista Konrad Heiden va difondre la versió de la perversió sexual de Hitler vers la seva neboda. L'historiador Ian Kershaw manté que "fos activament sexual o no, el comportament de Hitler envers Geli té tots els trets d'una forta, o almenys latent, dependència sexual". La policia aviat va descartar l'assassinat; la mort va ser classificada com un suïcidi. No obstant això, segons diria anys després la filla de la germana de Geli, Elfriede, tant la seva germana com la seva mare creien que Geli no s'havia suïcidat realment. Hitler va quedar devastat per aquest succés i va caure en una profunda depressió. Es va refugiar en una casa a la vora del llac Tegernsee i no va assistir al funeral a Viena, celebrat el 23 de setembre. Tanmateix, tres dies després visitaria la seva tomba en el Zentralfriedhof de Viena. Posteriorment, va superar la seva depressió i va tornar a la política.
Hitler declararia més endavant a uns coneguts que Geli Raubal havia estat l'única dona que havia estimat a la seva vida. L'habitació de Geli al Berghof es va mantenir tal com ella l'havia deixada. Hitler va penjar retrats de Geli tant a la vil·la com a la Cancelleria de Berlín.